# A hetedik testvér
A hetedik testvér (eredeti cím: The Seventh Brother) 1995-ben bemutatott magyar–német–amerikai rajzfilm, amelyet Koltai Jenő és Hernádi Tibor rendezett. Az animációs játékfilm producerei Mezei Borbála, Don A. Judd és Eberhard Naumann, az. A forgatókönyvet Dargay Attila, Nepp József és Eberhard Naumann írta, a zenéjét Muszty Bea, Dobay András és Wolfgang von Henko szerezte. A mozifilm a Feature Films for Families és az InterPannonia gyártásában készült, a Budapest Film forgalmazásában jelent meg.
A filmnek 1997-re készült el a folytatása, a Vacak, az erdő hőse című rajzfilm.

## Szereplők
| Szereplő          | Eredeti hang              | Magyar hang                                   |
| ----------------- | ------------------------- | --------------------------------------------- |
| Vacak             | Constantin von Jascheroff | Szalay Csongor                                |
| Tasli             | Jan Steilen               | Simonyi Balázs                                |
| Okoska            | Shalisar Haftchenari      | Előd Álmos                                    |
| Pufi              | Stanley Dannbrück         | Halasi Dániel                                 |
| Málé              | Matthias Ruschke          | Szvetlov Balázs                               |
| Karotta           | Lena Krüper               | Nemes Takách Kata                             |
| Musz-Musz         | Jana Raschke              | Mánya Zsófi                                   |
| Szarka            | N/A                       | Kassai Károly                                 |
| Hugó              | N/A                       | Izsóf Vilmos                                  |
| Elek              | N/A                       | Botár Endre                                   |
| Héja              | N/A                       | Kristóf Tibor                                 |
| Bagoly            | N/A                       | Szabó Gyula                                   |
| Nyuszipapa        | Theo Branding             | Verebély Iván                                 |
| Nyuszimama        | Beate Hasenau             | Andai Györgyi                                 |
| Anya              | N/A                       | Menszátor Magdolna                            |
| Róka              | N/A                       | Barbinek Péter                                |
| Sün               | N/A                       | Stohl András                                  |
| Ágnes             | Katja Liebing             | Szőnyi Juli                                   |
| Nagypapa          | Renier Baaken             | Simon György                                  |
| Anyamadár         | N/A                       | Szirtes Ági                                   |
| Apamadár          | N/A                       | Boros Zoltán                                  |
| Varjú             | N/A                       | Boros Zoltán                                  |
| Mormota           | N/A                       | Rosta Sándor (1. hang) Stohl András (2. hang) |
| Vadmalac          | N/A                       | Fekete Zoltán                                 |
| Csiga             | N/A                       | Halmágyi Sándor                               |
| Mókus kommentátor | N/A                       | Knézy Jenő                                    |
| Gólya             | N/A                       | Haás Vander Péter                             |
| Madarak           | N/A                       | Biró Anikó Csarnóy Zsuzsanna Mezei Kitty      |
| Hannibál, a kutya | N/A                       | saját hangján                                 |

## Betétdalok
| Dal          | Előadó                                                                   |
| ------------ | ------------------------------------------------------------------------ |
| Főcímdal     | Horváth Barbara                                                          |
| Nyuszik dala | Dobay Ádám Calligoris Ágnes Horváth Barbara Rochlitz Virág Tóbiás Zoltán |
| Vicsor dal   | Dobay Ádám Horváth Barbara Tóbiás Zoltán                                 |
| Záródal      | Dobay Ádám Tóbiás Zoltán                                                 |

## Megjelenés, kópiák
A Feature Film for Families több változtatást is végrehajtott az angol adaptáción:
Az eredeti magyar nyitójeleneten Vacakot gazdái kidobták az autóból és otthagyták. Az amerikai producerek túlságosan zavarónak találták ezt az ötletet a gyerekek számára, ezért ezt a verziót úgy dolgozták át, hogy Vacak már alapból Ági és nagyapja kutyája, egy autó út során a kocsijuk elromlik, javítás közben nyitva felejtik az ajtót, majd egy béka eltereli Vacak figyelmét, és az üldözése közben leesik a szikláról, amit gazdái nem vesznek észre, és így elválasztották szerető családjától. Ebben a részben az animáció nagy része kifejezetten ehhez a változathoz készült.
Bagoly doktort az elején mutatják be narrátorként, míg az eredetiben sokkal később jelenik meg.
Bekerült az a jelenet, amikor Vacak meghallja, hogy a családja őt keresi, majd egy gyengéd zenei szám követi, amikor a család nem hallja őt. További animációt adtak hozzá ehhez a változathoz.
A zene és a dalok a film minden nyelvén eltérőek.

## Érdekesség
- Vacak lány-gazdáját ebben a részben Ágnesként tűntetik fel (a magyar változatban csak a stáblistán említik a nevét), a második részben Zsófinak hívják, miközben ugyanaz a karakter.
- A film főcímzenéje elhangzik az 1988-as Boszorkánypalánta című filmben is, más dalszöveggel.

## Televíziós megjelenések
- MTV 2 (korábban), RTL Klub, MTV 1 / M1, Minimax, SATeLIT TV, Filmmúzeum, ATV, Duna TV
- M2 (később)